# Дженис и Джон
Дженис и Джон — франко-испанский кинофильм 2003 года.

## Сюжет
Страховой агент Пабло растратил деньги клиента и теперь у него большие проблемы. Спасение может прийти от кузена Леона, который только что получил в наследство миллион франков. Вот только Леон не хочет ни о чём слышать, кроме как о чудесном возвращении на Землю Джона Леннона и Дженис Джоплин. Пабло решает устроить для него это в надежде получить деньги.

## В ролях
- Сержи Лопес — Пабло
- Франсуа Клюзе — Уолтер («Джон Леннон»)
- Мари Трентиньян — Бриджит («Дженис Джоплин»)
- Жан-Луи Трентиньян — Кэннон
- Кристофер Ламберт — Леон

## Саундтрек
Janis Et John 2003
Track Listings 
- 1. Dialogue Pablo
- 2. Janie Jones - The Clash
- 3. Dialogue Pablo + Leon
- 4. Tonight - Ten Years After
- 5. Dialogue Pablo + Walter
- 6. I Woke Up This Morning - Janis Joplin
- 7. Dialogue Brigitte
- 8. Down on Me [Live]
- 9. Dialogue Pablo + Brigitte + Walter
- 10. 50,000 Miles Beneath My Brain - Ten Years After
- 11. Dialogue Walter
- 12. I Sing
- 13. Taking Some Time On - Barclay James Harvest
- 14. Dialogue Brigitte + Pablo
- 15. If You Should Love Me - Ten Years After
- 16. Dialogue Brigitte
- 17. Workin' Together - Ike Turner, Tina Turner
- 18. Dialogue Mr Cannon
- 19. Cosmic Dancer - T. Rex
- 20. Kozmic Blues - Janis Joplin
- 21. More Over - Janis Jonlin